# 劇場版 假面騎士Decade 全騎士 VS 大修卡
《劇場版 假面騎士Decade 全騎士 VS 大修卡》（日语：劇場版 仮面ライダーディケイド オールライダー対ダイショッカー）為日本特攝節目《假面騎士Decade》的劇場版，2009年8月8日公映。此故事仍以穿越時空為電影主軸，歷代昭和到平成25位假面騎士會在此作內登場，成為本電影賣點。

## 本作特色
- 本作為《平成假面騎士系列》第10部紀念作的紀念電影作品。
- 本作故事的時間點位於《假面騎士Decade》本篇第29-30話之間。
- 飾演原作《假面骑士顎門》的主角津上翔一的演員賀集利樹於本作中客串演出。
- 歴代15位昭和假面騎士將於本作中齊聚登場，而同時歴代10位平成假面騎士亦於本作登場，亦是平成假面騎士與昭和假面騎士首次於劇場版聯動。
- 本作為《假面骑士系列》首部安排下部系列作的主角假面騎士先行登場的劇場版作品，亦是下部系列作《假面骑士W》的同名主角假面騎士先行登場的作品。
- 本作首次出現於TV本篇登場的次要角色於劇場版中客串登場。

## 登場角色

### 《假面騎士Decade》原登場人物
門矢 士(井上正大飾）
假面騎士Decade的變身者。
海東 大樹(戶谷公人 飾）
假面騎士Diend的變身者。
光 夏海(森寬和 飾）
小野寺 雄介(村井良大 飾）
假面騎士空我的變身者。
光 榮次郎(石橋蓮司 飾）
鳴瀧（奧田達士 飾）

### 《假面騎士顎鬥》原登場人物
津上 翔一/澤木哲也 （賀集利樹 飾）
原作假面騎士顎鬥的變身者。

### 《假面騎士電王》原登場人物
桃太洛斯 （CV:關俊彥)
本篇第14-15、18話登場，意魔人，在海東等人對上修卡時用騎士卡召喚了出來。

### 本作登場人物
門矢 小夜 （荒井 萌 飾）
門矢 士的妹妹。持有Stone Of Earth，並利用Stone Of Earth把Kuuga改造成Rising Ultimate Form，使其失控並攻擊士。但最後小夜覺醒過來，毀滅了Stone Of Earth，於劇場版的最後，開始了屬於自己的旅程。
月影 信彥 （大浦龍宇一 飾）
Shadow Moon 的變身者。門矢兄妹的管家，持有Stone Of Moon，曾驅逐門矢 士並取代成為大修卡的首領，最後被假面騎士W及眾騎士的Rider Kick所擊敗。
原作為南光太郎的朋友，雖曾經於Black中覺醒，但於RX後復活成為典型惡役騎士活躍於各作品中。

### 大修卡
結城 丈二 （Gackt 飾）
原是大修卡的科學家間諜與門矢士有段亦敵亦友的因緣，DECADEdriver及Diendriver的製造者。
原作為Riderman的變身者，此處的結城丈二繼承了手臂改造與科學家的設定，但是否具備Riderman的身分則不得而知，只能得知，似乎如果只要他想要，就可以使用Riderman或者開發出類似甚至超越Riderman的力量。
地獄大使 （大杉漣 飾）
大修卡的幹部之一，最後被假面騎士一號及假面騎士二號以Rider Double Kick擊倒。
死神博士 （石橋蓮司 飾）
大修卡的幹部之一。
於第二劇場版中，亦擔任光 榮次郎的角色，其只是被園咲 琉兵衛強制殖入死神博士的掺杂体Gaia Memory。
傑克將軍 （加藤清三 聲演）
大修卡的指揮官，最後被Diend擊倒。
King Dark
G.O.D的首領及大修卡的巨型機械人，最後被巨大化的假面騎士J，以Jumbo DECADE Complete Form擊倒。
黑戰鬥員
大修卡中龐大數目的軍隊，常擺出希特拉式的敬禮手法，口頭禪為「Yee」。於第二劇場版中，以人肉炸彈攻擊眾騎士。
矢車 想 （德山秀典 聲演）
假面騎士Kick Hopper的變身者。於第二劇場版中出現，但由於已投靠大修卡，所以被迫與Punch Hopper一戰。
淺倉 威 （萩野崇 聲演）
假面騎士Ohja的變身者。於第二劇場版中出現，但由於已投靠大修卡，所以被迫與Raia及Gai一戰。

### 《假面騎士W》
左 翔太郎 （桐山漣 聲演）
假面騎士W左半身的變身者。
在士與雄介對上月影 信彥/Shadow Moon時，幫助士等人擊敗了月影。
菲利普 （菅田將暉 聲演）
假面騎士W右半身的變身者。

## 登場招式

### Final Form Ride
Decade在此類卡片的作用下可以變化為巨型DECADE DRIVER

### Final Kamen Attack Form Ride
原文：
只在第二劇場版中登場，Jumbo Decade Complete Form 時使用。
| 卡片名稱                          | 效果                                                   | 使用狀況                            |
| --------------------------------- | ------------------------------------------------------ | ----------------------------------- |
| Final Kamen Attack Form Ride De.. | 全騎士會變成巨大卡片，然後Decade會使出Dimension Kick。 | 第二劇場版中，擊敗King Dark時使用。 |

## 樂曲
作曲：Ryo
填詞：藤林聖子
編曲：中川幸太郎、Ryo
歌：Gackt

## 其他相關放映

### 網路電影
網路版 假面騎士 Decade All Riders 超級 Spin-off

## 外部連結
- 假面骑士劇場版 （页面存档备份，存于）

1. ↑  . Amazon. 2010-01-21  [2017-06-26]. （原始内容存档于2019-10-07）.